# 대한민국 제9대 국회 후반기 의장단 선거
제9대 국회 후반기 의장단 선거는 1976년 3월 12일 실시되었다.
선거 결과 재선의 정일권 민주공화당 의원이 국회의장에, 5선의 구태회 유신정우회 의원과 4선의 이민우 신민당 의원이 국회부의장에 선출되었다.
정일권 국회의장은 재적의원 대비 96.3%의 득표율로 당선되었는데, 이는 역대 국회의장 선거 중 최고의 재적의원 대비 득표율이다.

## 선거 제도
국회의 의장 및 부의장은 국회의원들의 무기명 투표로 선출하되 만약 1차 투표 결과 재적 의원의 과반을 득표한 자가 없으면 2차 투표를 실시하고, 2차 투표에서도 과반 득표자가 나오지 않을 시 최고득표자와 차점자에 대하여 3차 결선 투표를 실시하되 이 경우 단순 다수 득표자를 당선자로 하도록 되어있었다.

## 배경
전반기 국회의 정일권 의장과 김진만 부의장은 1973년 3월 12일 선출되었으므로 3년 후인 이 날 임기가 만료된다는 것에 이견이 없었던 반면 이철승 부의장은 그보다 2개월 늦은 5월 26일 선출된 바 있어 그 임기의 만료일을 두고 논란이 벌어지기도 하였다. 그러나 이철승 부의장이 "개선 시기는 5월"이라고 주장하면서도 논란의 소지를 없게 하기 위해 나머지 의장단의 개선과 맞물려 부의장직을 사임하겠다고 선언해 세 직책 모두 같은 날 선거할 수 있게 되었다.

## 후보

### 국회의장 후보

#### 민주공화당
박정희 민주공화당 총재는 3월 8일 여권의 국회의장 후보에 현직의 정일권 의장을 재지명한다고 발표하였다.

### 국회부의장 후보

#### 유신정우회
박정희 민주공화당 총재는 3월 8일 여권의 국회부의장 후보에 유신정우회 소속 구태회 의원을 지명한다고 발표하였다.

#### 신민당
당초 신민당 측 국회부의장 후보로는 고흥문, 이충환, 이민우, 정해영, 김원만, 정운갑 등이 거론되고 있었는데, 그 중에서도 김영삼 신민당 총재와 가까운 이민우 의원과 이충환 의원이 가장 유력한 것으로 알려지고 있었다. 결국 김영삼 총재는 3월 12일 아침 의원총회를 열고 이민우 의원을 국회부의장 후보로 지명한다고 발표하였다.

## 선거 결과

### 국회의장 선거
강원도 속초시·양양군·인제군·고성군 지역구의 정일권 민주공화당 의원이 당선되었다.
| 후보   | 소속       | 득표 | %    | 비고 |
| ------ | ---------- | ---- | ---- | ---- |
| 정일권 | 민주공화당 | 206  | 96.3 | 당선 |
| 김용태 | 민주공화당 | 1    | 0.5  |      |
| 무효   | 무효       | 2    | 0.9  |      |
| 결석   | 결석       | 5    | 2.3  |      |
| 재적   | 재적       | 214  | 100  |      |

### 유신정우회 몫 국회부의장 선거
통일주체국민회의의 간접 선거로 당선된 구태회 유신정우회 의원이 당선되었다.
| 후보   | 소속       | 득표 | %    | 비고 |
| ------ | ---------- | ---- | ---- | ---- |
| 구태회 | 유신정우회 | 184  | 86.0 | 당선 |
| 김용태 | 민주공화당 | 2    | 0.9  |      |
| 서영희 | 유신정우회 | 2    | 0.9  |      |
| 이숙종 | 유신정우회 | 2    | 0.9  |      |
| 강문봉 | 유신정우회 | 1    | 0.5  |      |
| 민기식 | 민주공화당 | 1    | 0.5  |      |
| 박준규 | 민주공화당 | 1    | 0.5  |      |
| 백두진 | 유신정우회 | 1    | 0.5  |      |
| 신도환 | 신민당     | 1    | 0.5  |      |
| 윤여훈 | 유신정우회 | 1    | 0.5  |      |
| 이민우 | 신민당     | 1    | 0.5  |      |
| 이철승 | 신민당     | 1    | 0.5  |      |
| 무효   | 무효       | 10   | 4.7  |      |
| 결석   | 결석       | 6    | 2.8  |      |
| 재적   | 재적       | 214  | 100  |      |

### 신민당 몫 국회부의장 선거
충청북도 청주시·청원군 지역구의 이민우 신민당 의원이 당선되었다.
| 후보   | 소속       | 득표 | %    | 비고 |
| ------ | ---------- | ---- | ---- | ---- |
| 이민우 | 신민당     | 183  | 85.5 | 당선 |
| 김영삼 | 신민당     | 11   | 5.1  |      |
| 이충환 | 신민당     | 3    | 1.4  |      |
| 김형일 | 신민당     | 1    | 0.5  |      |
| 문부식 | 신민당     | 1    | 0.5  |      |
| 박찬   | 신민당     | 1    | 0.5  |      |
| 서영희 | 유신정우회 | 1    | 0.5  |      |
| 송원영 | 신민당     | 1    | 0.5  |      |
| 이효상 | 민주공화당 | 1    | 0.5  |      |
| 무효   | 무효       | 6    | 2.8  |      |
| 결석   | 결석       | 5    | 2.3  |      |
| 재적   | 재적       | 214  | 100  |      |